# 明徳町 (苫小牧市)
明徳町（めいとくちょう）は、北海道苫小牧市にある町名。
現行行政地名は明徳町一丁目から明徳町四丁目。住居表示実施済み。

## 地理
苫小牧市の西部に位置し、東はのぞみ町、西はもえぎ町、南は青雲町、宮前町、北は字錦岡と接している。

## 歴史
区画整理事業が進められ、住宅地として急速な発展を遂げ、人口が増加した錦岡鉄北第一地区は、区画整理完了に合わせ住居表示を実施することになり、苫小牧環状線を境に南側と北側をそれぞれ3町の計6町に分けることとなった。
1993年（平成5年）11月1日、住居表示実施。字錦岡から分離し、美原町、のぞみ町、宮前町、もえぎ町、青雲町と共に設置された。
1994年（平成6年）1月15日、区画整理完了。

### 町名の由来
町内にあった苫小牧市立明徳小学校（2020年3月閉校）から取られた。

## 世帯数と人口
2025年（令和7年）2月末現在の世帯数と人口は以下の通りである。
| 町丁         | 世帯数 | 人口 |
| ------------ | ------ | ---- |
| 明徳町一丁目 | 277    | 514  |
| 明徳町二丁目 | 350    | 636  |
| 明徳町三丁目 | 460    | 799  |
| 明徳町四丁目 | 546    | 798  |
| 計           | 1633   | 2747 |

## 小・中学校の学区
市立小・中学校に通う場合、学区は以下の通りとなる。
|                | 小学校               | 中学校               |
| -------------- | -------------------- | -------------------- |
| 明徳町1、4丁目 | 苫小牧市立錦岡小学校 | 苫小牧市立凌雲中学校 |
| 明徳町2、3丁目 | 苫小牧市立錦岡小学校 | 苫小牧市立凌雲中学校 |

## 交通

### 道路
- 北海道道781号苫小牧環状線

### 鉄道
- 最寄駅は宮前町の錦岡駅

### バス
- 道南バスが市内線を運行している。

## 施設

### 一丁目
- 三星オークプラザ店[13]
- セイコーマート苫小牧明徳店[14]
- ENEOS錦岡SS（岩倉商事）[15]
- 曹洞宗（禅宗）日光山大乗寺[16]

### 二丁目
- セブンイレブン苫小牧明徳店[17]
- ツルハドラッグ苫小牧明徳店[18]
- スーパーアークス明徳店[19]
- コメリパワー苫小牧西店[20]

### 三丁目
- 北海道苫小牧支援学校[21]

### 四丁目
- 錦多峰公園[22]
- ふれんど高齢者複合施設Ⅰ・Ⅱ[23]

## その他

### 日本郵便
- 郵便番号: 059-1273[3]（集配局：苫小牧郵便局[24]）。

### 警察
管轄する警察署、交番・派出所は以下の通りである。
| 丁目・字 | 警察署       | 交番・派出所 |
| -------- | ------------ | ------------ |
| 全域     | 苫小牧警察署 | 錦岡交番     |